# Buddy Pepper
Buddy Pepper, geboren als Jack Retherford Starkey (La Grange, 21 april 1922 - Sherman Oaks, 7 februari 1993) was een Amerikaans acteur, dirigent, arrangeur en songwriter. Het meest succesvolle lied waaraan hij heeft geschreven, Vaya con Dios, werd meer dan vijfhonderd maal gecoverd.

## Biografie
Starkey werd geboren in Kentucky. Al zingend vanachter een piano gaf zijn eerste optreden toen hij vijf jaar oud was. Op zijn elfde gaf hij al een soloconcert op piano onder begeleiding van het Steedman Symphony Orchestra in Louisville.
Nadat hij op zijn dertiende de nationale radiocompetitie Major Bowes Amateur Hour had gewonnen, werd hij acteur in het vaudevilletheater. Daarnaast trad hij op als acteur in verschillende films, zoals Seventeen (1940), The reluctant dragon (1941) en Men of boys town (1941). Vervolgens diende hij gedurende de Tweede Wereldoorlog in het Army Air Corps.
Voor Universal Studios schreef hij mee aan teksten van filmmuziek, zoals onder meer die in de musical When Johnny comes marching home (1942), Follow the boys (1944), This is the life (1944) en The hucksters (1947). Ook schreef hij enkele titelsongs van films waar grote artiesten als Judy Garland, Marlene Dietrich, Doris Day en Anthony Quinn in meespeelden.
Rond het begin van de jaren vijftig schreven hij, Inez James en Larry Russell het nummer Vaya con Dios. Het werd een enorme hit die meer van 500 maal werd gecoverd.
Naast liedschrijver, was hij dirigent en arrangeur voor meerdere artiesten als Lisa Kirk, Gordon MacRae, Jane Russell, Ginny Simms en Margaret Whiting.
Starkey, alias Buddy Pepper, overleed in 1993 in zijn huis aan hartfalen. Hij is 70 jaar oud geworden.
- Bibsys: 5006263
- Biblioteca Nacional de España: XX935935
- Gemeinsame Normdatei: 13474361X
- International Standard Name Identifier: 0000 0000 6500 6981
- Library of Congress Control Number: no93023423
- MusicBrainz: 7897d989-73bd-44db-b883-8c70c99bc8a7
- Bibliotheek van het Japanse parlement: 001152684
- Nationale Bibliotheek van Israël: 987007337448405171
- Istituto Centrale per il Catalogo Unico: CFIV209343
- Virtual International Authority File: 79758355
- WorldCat: E39PBJdWP8j3BrPjqKhwD4JRrq